# Heinz Rodewald
Heinz Rodewald (* 26. Dezember 1932 in Zduńska Wola; † 1993 in Berlin) war ein deutscher Gebrauchsgrafiker.

## Leben und Werk
Die Familie Rodewalds kam in der Folge des Zweiten Weltkriegs 1945 in die Sowjetische Besatzungszone. Rodewald war von 1949 bis 1952 einer der ersten Studenten der Fachschule für Grafik, Druck und Werbung in Berlin-Schöneweide, der späteren Fachschule für Werbung und Gestaltung. Von 1952 bis 1955 studierte er bei Hans Baltzer, Ernst Jazdzewski, Werner Klemke und Ernst Rudolf Vogenauer an der späteren Kunsthochschule Berlin-Weißensee. Danach arbeitete er ab 1955 in Berlin als freischaffender Gebrauchsgrafiker.
Besondere Bedeutung erlangte Rodewald als Gestalter von Medaillen sowie von Gedenkmünzen für die Staatsbank der DDR und nach der deutschen Wiedervereinigung für die Bundesbank. Er arbeitete dabei u. a. mit Winfried Fitzenreiter zusammen.
Rodewald war auch Buchillustrator, vor allem für die Verlage Volk und Wissen Berlin, Alfred Holz Verlag, Altberliner Verlag Lucie Groszer, Kinderbuchverlag, Verlag für Lehrmittel Pösneck, Domowina-Verlag Bautzen und Verlag des Ministeriums für Nationale Verteidigung. Außerdem entwarf er Plakate, Ausstellungskataloge für die Nationalgalerie Berlin und andere Drucksachen. Rodewald war bis 1990 Mitglied des Verband Bildender Künstler der DDR. 1975 erhielt er den Kunstpreis der DDR.
Von Rodewald gestaltete Münzen befinden sich u. a. im Münzkabinett der Staatlichen Museen Berlin.

## Werke (Auswahl)

### Entwürfe für Gedenkmünzen
- 1965: 500-Jahr-Feier der Stadt Leipzig (Revers)
- 1969: 20. Jahrestag der Gründung der DDR
- 1980: 225. Geburtstag Gerhard von Scharnhorsts
- 1986: 25. Jahrestag des Mauerbaus
- 1986: 100. Geburtstag Ernst Thälmanns
- 1990: 200. Todestag Friedrich II.
- 2013: 200. Geburtstag Richard Wagners (Revers)

### Entwürfe für Medaillen
- Justus Christian Loder (1982, Porzellanmanufaktur Meißen)[4]
- 1987: 750-Jahr-Feier Berlin, Medaillenserie der Staatsmünze Berlin „Altberliner Kirchen“

### Katalog-Gestaltungen für Ausstellungen der Nationalgalerie Berlin
- 1964: Johann Gottfried Schadow. 1764 – 1850.
- 1965: Von Delacroix bis Picasso. Ein Jahrhundert Französischer Malerei.
- 1973: Carl Blechen. 1798 – 1840.
- 1976: Malerei der deutschen Impressionisten.
- 1983: Robert Sterl 1867 – 1932. Das Werk des Malers.

## Teilnahme an Ausstellungen (mutmaßlich unvollständig)
- 1958/1959, 1977/1978 und 1982/1983: Dresden, Vierte Deutsche Kunstausstellung und VIII. und IX. Kunstausstellung der DDR
- 1979: Berlin, Bezirkskunstausstellung
- 1979: Berlin, Ausstellungszentrum am Fernsehturm („Die Buchillustrationen in der DDR. 1949 – 1979“)
- 1986: Fürstenwalde, Altes Rathaus („Miniatur in der bildenden Kunst der DDR“)